# Kiminobu Kimura
Kiminobu Kimura (木村 公宣?, Kimura Kiminobu; Hirosaki, 24 ottobre 1970) è un ex sciatore alpino giapponese specialista dello slalom speciale.

## Biografia
Kimura, originario di Asaka, esordì in campo internazionale ai Mondiali juniores di Sälen 1987; nel 1991 debuttò ai Campionati mondiali nella rassegna iridata di Saalbach-Hinterglemm (15º nella combinata) e l'anno dopo ai Giochi olimpici invernali: ad Albertville 1992 fu 33º nel supergigante, 21º nello slalom gigante, 15º nella combinata e non concluse lo slalom speciale. In Coppa del Mondo ottenne il primo piazzamento di rilievo il 12 gennaio 1993 a Sankt Anton am Arlberg, giungendo 52º in supergigante. Nello stesso anno partecipò ai Mondiali che si disputarono sulle nevi di casa di Morioka, ottenendo il 23º posto nello slalom gigante, il 20º nello slalom speciale e l'8º nella combinata.
Ai XVII Giochi olimpici invernali di Lillehammer 1994 si classificò 33º nel supergigante, 26º nello slalom gigante, 18º nello slalom speciale e non concluse la combinata. Non portò a termine la prova di slalom speciale né ai Mondiali di Sierra Nevada 1996, né a quelli di Sestriere 1997. In Coppa del Mondo, dopo aver riportato alcuni piazzamenti tra i primi dieci, il 18 gennaio 1998 conquistò l'unico podio di carriera a Veysonnaz, dove concluse terzo lo slalom speciale distanziato di ottanta centesimi dal vincitore, l'austriaco Thomas Stangassinger, e di un centesimo dal secondo, l'islandese Kristinn Björnsson. Poco più tardi prese parte ai XVIII Giochi olimpici invernali di Nagano 1998, piazzandosi 25º nello slalom gigante e 13º nello slalom speciale.
14º nello slalom iridato di Vail/Beaver Creek 1999, due anni dopo a Sankt Anton am Arlberg 2001 non completò la prova. Alla sua ultima presenza olimpica, Salt Lake City 2002, fu 37º nello slalom gigante e 18º nello slalom speciale. Dopo aver ancora preso parte ai Mondiali di Sankt Moritz 2003 (22º nello slalom speciale), partecipò per l'ultima volta a una gara del Circo bianco il 28 marzo 2003 a Shigakōgen disputando uno slalom speciale di Coppa del Mondo, senza qualificarsi per la seconda manche.

## Palmarès

### Coppa del Mondo
- Miglior piazzamento in classifica generale: 27º nel 1998
- 1 podio:
  - 1 terzo posto

### Coppa Europa
- 6 podi (dati dalla stagione 1994-1995):
  - 2 vittorie
  - 2 secondi posti
  - 2 terzi posti

#### Coppa Europa - vittorie
| Data            | Località      | Paese    | Specialità |
| --------------- | ------------- | -------- | ---------- |
| 4 febbraio 1995 | Kranjska Gora | Slovenia | SL         |
| 31 gennaio 1996 | Lenzerheide   | Svizzera | SL         |

Legenda:

SL = slalom speciale

### Far East Cup
- Vincitore della classifica di slalom speciale nel 2002
- 7 podi (dati dalla stagione 1994-1995):
  - 3 vittorie
  - 3 secondi posti
  - 1 terzo posto

#### Far East Cup
| Data         | Località    | Paese    | Specialità |
| ------------ | ----------- | -------- | ---------- |
| 8 marzo 1995 | Nozawaonsen | Giappone | GS         |
| 4 marzo 2002 | Nozawaonsen | Giappone | SL         |
| 7 marzo 2002 | Shigakōgen  | Giappone | SL         |

Legenda:

GS = slalom gigante

SL = slalom speciale

### Campionati giapponesi
- 3 medaglie (dati dalla stagione 1994-1995)[2]:
  - 2 ori (slalom speciale nel 1996; slalom speciale nel 2001)
  - 1 argento (discesa libera nel 1995)